# János Kádár
János Kádár (hongarès: Kádár János)  (Rijeka, 26 de maig de 1912 - Budapest, 6 de juliol de 1989) és el pseudònim de Giovanni Giuseppe Czermanic (més tard Csermanek). va ser un polític hongarès, primer ministre del seu país en dues ocasions, una entre 1956 i 1958, i una altra entre 1961 i 1965. Amb tot, va continuar sent el líder del Partit Socialista Obrer Hongarès (MSZMP) fins a la seva mort, en 1989. El període i ideologia política associat amb ell és conegut com "kádárismo".  El 1975-76 li fou atorgat el Premi Lenin de la Pau entre els pobles.
Com a líder d'Hongria, Kádár va intentar liberalitzar l'economia hongaresa amb un major enfocament en els béns de consum, en el que es coneixeria com a comunisme gulash. Com a resultat del nivell de vida relativament alt, menys abusos dels drets humans i restriccions de viatge més relaxades que les presents en altres països del Bloc de l'Est, Hongria va ser generalment considerada el país més habitable del Bloc de l'Est durant la Guerra Freda. Kádár va ser succeït per Károly Grósz com a Secretari General el 22 de maig de 1988. Grósz només serviria un any en aquest lloc degut a la caiguda del comunisme a Europa en 1989.
Mentre estava al capdavant d'Hongria, Kádár va impulsar una millora en el nivell de vida. Kádár va augmentar el comerç internacional amb països no comunistes, en particular els d'Europa occidental. Les polítiques de Kádár diferien de les d'altres líders comunistes com Nicolae Ceaușescu, Enver Hoxha i Wojciech Jaruzelski, tots els quals van afavorir interpretacions més ortodoxes del marxisme-leninisme. Les polítiques reformistes de Kádár al seu torn serien vistes amb desconfiança pel lideratge conservador de Leonid Brézhnev en la Unió Soviètica. El llegat de Kádár segueix en disputa, no obstant això, la nostàlgia per l'era de Kádár continua estant molt estesa a Hongria. Una enquesta de 2020 realitzada per Policy Solutions va trobar que el 54 % de les persones creu que la majoria va tenir una vida millor amb Kádár, enfront del 31 % que no està d'acord amb aquesta afirmació.

## Biografia
János Kádár era un fill il·legítim del soldat János Krezinger i de la criada Borbála Czermanik. Krezinger provenia d'una família de petits propietaris de Pusztaszemes, comtat de Somogy. El pare de Kádár era d'origen alemany de Baviera. La mare, Borbála Csermanek, va néixer a Ógyalla (avui Hurbanovo, Eslovàquia ) de pare eslovac sense terra i mare hongaresa. Els pares de Borbála eren massa pobres per proporcionar educació a la nena, per la qual cosa l'adolescent va haver de treballar de criada en diverses vil·les. Aviat Borbála va aconseguir feina a la popular ciutat costanera d'Opatija. Krezinger va conèixer Borbála durant el seu servei militar a Opatija, però es desconeix la història detallada de com es van conèixer. Kádár només va conèixer el seu pare una vegada, el 1960, quan Kádár ja era el líder del país.
Kádár va néixer fora del matrimoni a Fiume (actualment Rijeka, Croàcia ) el 26 de maig de 1912. El nadó va ser registrat amb la versió italiana del seu nom: Giovanni Giuseppe Czermanik (en hongarès: János József Czermanik) perquè va néixer a l'Hospital Santo Spirito, fundat a Itàlia. Com que era un fill il·legítim, l'infant només podia rebre el cognom Czermanik de la seva mare. Abandonada, Borbála va donar a llum a János enmig de les vacances, ja que ningú volia contractar una mare soltera amb un fill. Borbála va anar a buscar Krezinger, però la seva família no volia tenir res a veure amb ells. Després va caminar deu quilòmetres fins a la ciutat de Kapoly, on va convèncer la família Bálint perquè cuidessin del seu fill a canvi d'una remuneració. Borbála va trobar feina a Budapest. Per evitar els problemes de pronunciació del cognom Czermanik, d'origen eslovac, a Budapest, la família va canviar l'ortografia del seu cognom a Csermanek .
El pare adoptiu de Kádár, Imre Bálint, n'estava al càrrec. Però va ser el germà de Bálint, Sándor Bálint, qui Kádár recordaria com el seu "veritable" pare adoptiu. Mentre Imre va servir en l'exèrcit durant la Primera Guerra Mundial, Sándor es va quedar a càrrec de Kádár. Sándor va ser l'únic home amb el qual Kádár va tenir una bona relació durant la seva infància. Kádár va començar a treballar a una edat primerenca i va ajudar a Sándor a cuidar a la seva esposa malalta. Kádár anys després va recordar com les seves primeres experiències ho van acostar al marxisme-leninisme. Recorda com va ser acusat d'incendiar un edifici quan el veritable culpable era el fill d'un inspector corrupte. De sobte, el 1918, a l'edat de sis anys, Borbála el va recuperar, es va traslladar a Budapest i el va matricular a l'escola. A l'escola va ser intimidat pels seus modals de pobletà i la seva parla de pagès.
Borbála va treballar dur perquè Kádár tingués una bona educació. A l'estiu, Kádár trobava feina al camp. Els seus contemporanis el veien com a "alienígena", al camp l'anomenaven "noi de ciutat" mentre que a la ciutat l'anomenaven "noi de camp". Aleshores, el 1920, Borbála es va tornar a quedar embarassada; el pare va marxar aviat. Kádár va ajudar a tenir cura del seu germanastre, Jenő. A l'escola primària del carrer Cukor, Kádár va demostrar ser un estudiant brillant. Sovint faltava a l'escola i la seva mare intentava apallissar-lo per evitar-ho. Les classes li eren fàcils i va faltar a escola per fer esport. Tot i això, llegia sovint, però la seva mare no es va impressionar per això i li va preguntar sarcàsticament si era un "cavaller d'oci". Kádár va deixar l'escola als catorze anys el 1926. Kádár va començar el seu aprenentatge com a mecànic d'automòbils. Després que li rebutgessin la feina de mecànic de cotxes, va començar a treballar com a aprenent de Sándor Izsák, el principal representant hongarès de la Torpedo Typewriter Company, a la tardor de 1927. Els mecànics de màquines d'escriure tenien una alta posició entre la classe treballadora, només n'hi havia 160 al país.

## Militància comunista
El seu primer contacte amb la literatura marxista va ser el 1928 després de guanyar una competició juvenil d'escacs organitzada pel Sindicat de Barbers. El seu premi va ser l'Anti-Dühring de Friedrich Engels. L'organitzador del torneig va explicar a Kádár que si no ho entenia després de la primera lectura, ho havia de tornar a llegir fins que ho entengués. Kádár va seguir el seu consell, fins i tot si els seus amics no estaven "impressionats" per la seva lectura. Com va assenyalar més tard a la seva vida, no va entendre la lectura, però el va fer pensar: "Lleis i connexions immutables al món que no havia sospitat". Si bé pot ser cert que, com comenta Kádár, el llibre va tenir una gran influència sobre ell, va ser el 1929 quan va ser acomiadat després d'enfadar-se amb el seu empresari després de parlar amb condescendència cap a Kádár. Quan la Gran Depressió va colpejar Hongria, Kádár va ser el primer a ser acomiadat. El que va seguir van ser feines mal pagades i pobresa. Més tard va quedar a l'atur, i va ser aquesta experiència la que el va posar en contacte amb el Partit Comunista d'Hongria. Segons Kádár, es va inscriure al partit el 1931.
El setembre de 1930, Kádár va participar en una vaga sindical organitzada. La vaga va ser reprimida per les autoritats i molts dels seus companys comunistes van ser arrestats. Després de la vaga fallida, va donar suport al partit recollint signatures per a candidats del Bloc Socialista de Treballadors, un intent del Partit Comunista de crear un front que guanyés nous partidaris. Aquest intent va ser frustrat per les autoritats i es van produir noves detencions. El juny de 1931, es va unir a l'organització juvenil comunista, l'Associació de Joves Treballadors Comunistes (KIMSZ). Es va unir a la cèl·lula del partit Sverdlov, que va rebre el nom del soviètic Iakov Sverdlov. El seu àlies dins del partit es va convertir en János Barna. Durant els seus primers anys com a membre, el partit era il·legal després de l'aixafament de la República Soviètica Hongaresa de 1919. El desembre de 1931, les autoritats van poder localitzar-lo i Kádár va ser arrestat acusat de difondre el comunisme i ser comunista. Va negar els càrrecs i, per manca de proves, va ser posat en llibertat. No obstant això, estava sota constant vigilància policial i, al cap d'uns dies, va tornar a estar en contacte amb KIMSZ. Se li van assignar noves responsabilitats i, al maig de 1933, va esdevenir membre del comitè de KIMSZ a Budapest. A causa del seu ascens en la jerarquia comunista, li van donar un nou àlies, Róna. El partit va suggerir, però Kádár va rebutjar, l'oferta d'estudiar a l'Institut Lenin de Moscou, al·legant que no podia deixar la seva família sola. El seu ascens en la jerarquia va acabar quan va ser arrestat el 21 de juny de 1931 juntament amb altres activistes comunistes. Kádár va patir una crisi a causa de la brutalitat policial, i quan més tard es va enfrontar als seus companys comunistes arrestats, es va adonar que havia comès un error i va negar i retractar totes les seves confessions. Va ser condemnat a dos anys de presó. A causa de les seves confessions a la policia, va ser suspès del KIMSZ.

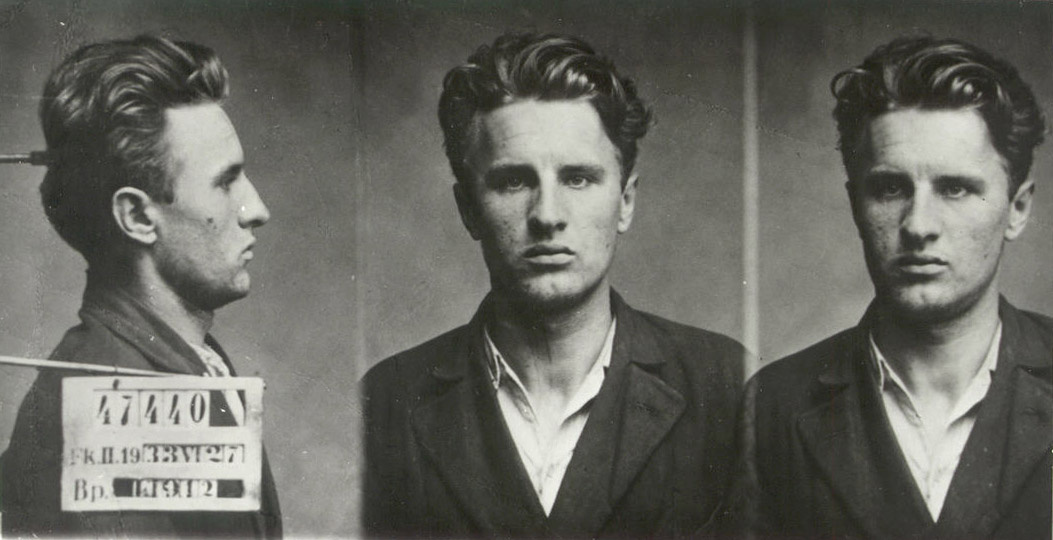
Kádár durant la seva detenció el 1933

Després de ser alliberat en llibertat condicional, va quedar políticament en un llimb. L'esperança de reincorporar-se al partit comunista es va veure frustrada per la decisió del Komintern de dissoldre el partit comunista nacional a Hongria. Als pocs membres que quedaven del partit se'ls va dir que s'infiltressin i treballessin en cooperació amb el Partit Socialdemòcrata d'Hongria i els sindicats. Mentrestant, Kádár havia pogut convèncer-se que era a causa de canvis dins del partit, i no a les seves confessions, el que havia fet que cap dels seus associats no es posés en contacte amb ell. Alhora, encara li quedaven quatre mesos de condemna de presó per complir abans de ser alliberat. A la presó, Kádár es va reunir amb Mátyás Rákosi, comissari de la República Soviètica Hongaresa i reconegut pres polític. Tot i que Kádár va afirmar més tard que va sorgir un vincle pare-fill entre ells, la veritat més plausible és que va sorgir una "descarícia una mica adolescent" entre els dos. A la presó, Rákosi va interrogar Kádár i va arribar a la conclusió que les seves confessions eren degudes a les seves "defectes". Després de ser alliberat de la presó definitivament, alguns antics activistes del partit van contactar amb ell i van ordenar a Kádár que s'infiltrés amb ells al Partit Socialdemòcrata. Dins del partit, Kádár i els seus associats no van amagar les seves opinions marxistes, parlant sovint de les lluites de la classe treballadora i de la seva mirada, que estava dirigida cap a la Unió Soviètica.

## Primera Secretaria

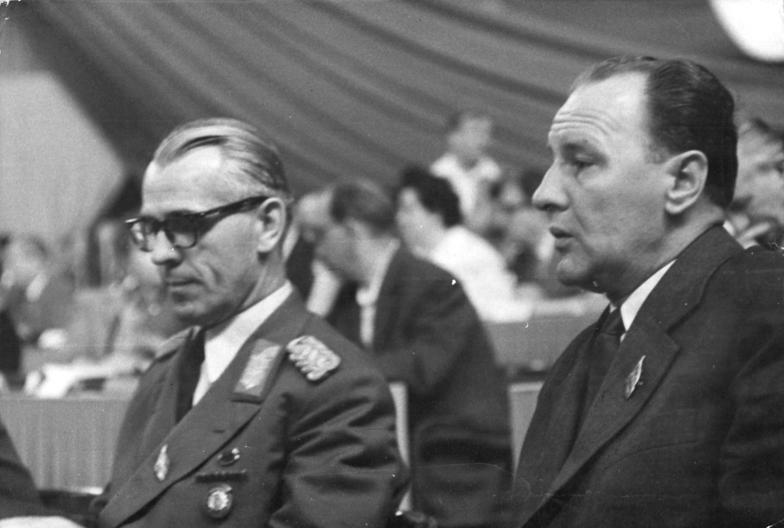
Willi Stoph i Kádár el 1958

La nova direcció després de l'última detenció massiva estava formada per Kádár com a primer secretari, Gábor Péter, István Szirmai i Pál Tonhauser . Durant el primer mandat de Kádár com a líder del partit, es va enfrontar a molts problemes, el més important dels quals era que els comunistes es tornaven cada cop més irrellevants en una situació que canviava ràpidament, principalment a causa de la contínua interferència del govern hongarès. En una reunió amb Árpád Szakasits, un socialdemòcrata d'esquerres, se li va demanar a Kádár que aturés la infiltració il·legal del partit al seu partit. Aquesta reunió va provocar crítiques contra ell durant una reunió plenaria del Comitè Central. El febrer de 1936, a Peter se li va acudir una idea; la seva idea era dissoldre el partit perquè els membres del partit poguessin estendre el comunisme de manera independent, mentre que una petita estructura de lideratge secreta es pogués mantenir unida durant uns anys. Això, va dir, aturaria les detencions massives contínues del personal del partit comunista i, al seu torn, enfortiria el partit per al futur. Tot i que al principi Kádár estava en contra d'aquesta idea, la idea va anar creixent i va arribar a la conclusió que, en comptes de dissoldre el partit, faria veure que el dissoldria i canviaria el nom del partit, cosa que, efectivament, despistaria les autoritats hongareses. El denominat "nou partit" es va formar a l'agost amb el nom de Partit de la Pau. Aquesta decisió no va rebre el suport de tothom, i els comunistes hongaresos amb seu a Moscou, liderats per Mátyás Rákosi, van condemnar la decisió i els militants nacionals. Kádár no va estar d'acord amb les crítiques que se li van fer, afirmant que va ser una "retirada tàctica" que va portar al canvi de nom del partit, però sense canvis ni en els principis ni en les estructures del partit. El seu intent d'enganyar la policia va fracassar, i la policia va continuar arrestant comunistes hongaresos. Més tard a la seva vida, aquest seria un dels pocs temes de la seva vida que Kádár es negaria a discutir.
Després de la invasió alemanya d'Hongria, el Partit de la Pau, juntament amb altres partits, va establir el Front Hongarès, del qual els possibles aliats encara desconfiaven molt. Per tant, el Front Popular mai va aconseguir guanyar-se gaire suport entre la població. Després de la invasió, el partit sota el lideratge de Kádár va iniciar operacions partidistes i va crear el seu propi Comitè Militar. Kádár va intentar travessar la frontera amb Iugoslàvia amb l'esperança de contactar amb els partisans iugoslaus i el seu líder, Josip Broz Tito. Alhora, Kádár probablement esperava establir relacions millors i més fortes amb l'URSS; una cosa que havien estat intentant fer des del 1942. A Kádár se li va donar una nova identitat com a caporal de l'exèrcit que intentava travessar la frontera entre Hongria i Iugoslàvia. Aquest intent va fracassar i va ser condemnat a dos anys i mig de presó. Les autoritats mai van descobrir la seva veritable identitat, per tant, membres com Rákosi van pensar que era un agent secret de la policia. Tanmateix, no hi ha proves sòlides per a aquestes acusacions, i la incompetència continua sent l'única raó plausible. Més tard es va demostrar que, quan l'oficial de les SS Otto Winckelmann va informar a Berlín que Kádár havia estat arrestat, havien confós erròniament Kádár amb un altre comunista.
Kádár, mentre era a la presó, va poder enviar missatges a Péter i altres membres d'alt rang del partit, i van aconseguir orquestrar un pla per alliberar-lo. Mentrestant, el líder hongarès Miklós Horthy conspirava contra els ocupants alemanys. Hi havia rumors que afirmaven que Horthy va intentar posar-se en contacte amb Kádár, però no sabia que era a la presó. Horthy va ser deposat pel govern alemany i substituït pel líder del Partit de la Creu Fletxada, Ferenc Szálasi. Les polítiques de Szálasi van tenir un efecte immediat sobre Kádár; havia buidat la presó on vivia Kádár i els va enviar als camps de concentració nazis. Kádár va aconseguir escapar i va tornar a Budapest. Immediatament després del seu retorn a Budapest, Kádár va encapçalar el comitè militar del partit comunista. El comitè va intentar persuadir els treballadors perquè ajudessin les forces soviètiques, però no va aconseguir gaire suport de la població, per la qual cosa el seu efecte va ser marginal en el millor dels casos. Després de la victòria soviètica a Budapest, va canviar el seu nom de Csermanek a Kádár, que literalment significa "boter" o "fabricant de barrils".

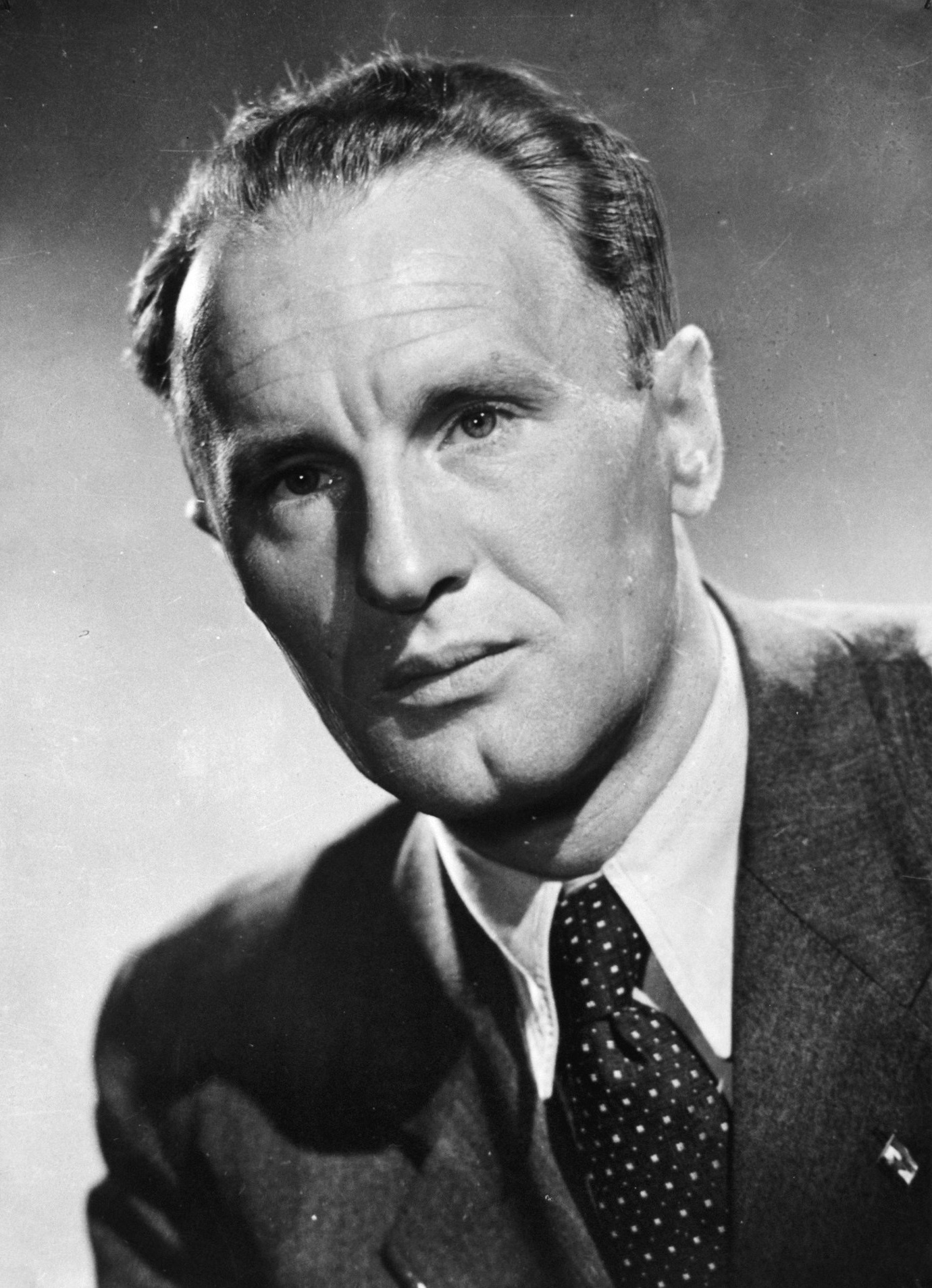
Kádár cap al 1962

Acabada la guerra, quan Hongria fou ocupada per la Unió Soviètica, Kádár fou nomenat cap de la policia política i vice-secretari general del Partit Comunista. El 1951 fou nomenat ministre de l'interior del govern de Mátyás Rákosi i des d'aquest càrrec, en el curs de les famoses "purgues" stalinianes, detingué el seu amic Rajk, el qual fou condemnat a mort i executat. Tanmateix el mateix Kádar acabà sent acusat de "pro-titisme", destituït i condemnat a cadena perpètua.
Després de la mort de Stalin, el nou president govern Imre Nagy l'indultà (1954). Fou elegit secretari local del Partit a la perifèria industrial de Budapest, des d'on desenvolupà una forta acció sindical.
El govern de Nagy encetà una política de liberalització que comportava la llibertat de premsa, l'alliberament dels presos polítics i la intenció d'abandonar el Pacte de Varsòvia. El Partit Comunista d'Hongria decidí dissoldre's i integrar-se en el novell Partit Socialista dels Treballadors Hongaresos amb altres forces polítiques. El 1956 János Kádár en fou elegit secretari general, alhora que Imre Nagy el nomenava ministre d'estat. A la tardor d'aquell any, tanmateix, Kádar i un company de partit, Ferenc Münnich, viatjaren a la Unió Soviètica per instigació de Iuri Andrópov, aleshores ambaixador d'aquest país a Hongria. A Moscou se’ls convencé de la inviabilitat del procés polític hongarès i de la ferma decisió soviètica de no permetre una aventura que posés en risc la unitat ideològica. El 4 de novembre de 1956 les tropes soviètiques ocupaven Budapest, destituïen el govern, detenien Nagy i els seus (deportats a Romania i posteriorment condemnats a mort i executats) i proclamaven el Govern Provisional Revolucionari dels Treballadors amb Kádár com a president.

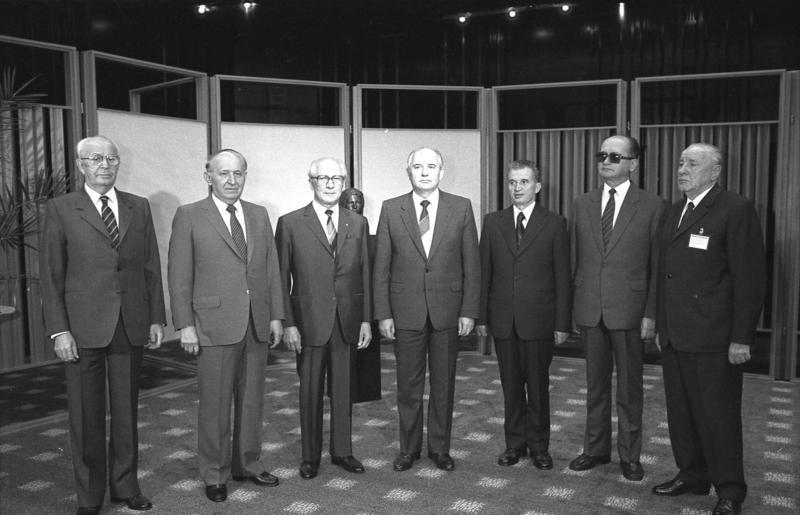
Els protagonistes de l'agonia del comunisme europeu: d'esquerra a dreta, Gustáv Husák (Txecoslovàquia), Todor Zsivkov (Bulgària), Erich Honecker (RDA), Mikhaïl Gorbatxov (Unió Soviètica), Nicolae Ceauşescu (Romania), Wojciech Jaruzelski (Polònia) i János Kádár, reunits per darrer cop el 29 de maig de 1987, a Berlín.

Cessada mesos després l'ocupació soviètica, el govern de Kádár anà prenent un rumb inusitat dins dels paràmetres de la "guerra freda". Començà per la privatització de la terra i per la industrialització del país. Tot i que el control ideològic comunista era rigorós, el nivell de vida dels hongaresos superava de molt els altres països del Bloc de l'Est. El poder (l'anomenat comunisme-gulaix) encoratjava els ciutadans a la participació política, alhora que obria les fronteres al turisme occidental, amb el consegüent bescanvi d'idees i l'entrada de divises que revertien en el progrés general. De tota manera, Hongria participà entusiàsticament en la repressió de la Primavera de Praga de 1968 per part de les tropes del Pacte de Varsòvia.
Els anys següents es caracteritzaren per una política autònoma del govern hongarès, d'una banda fidel als dictats soviètics i de l'altra oberta a la col·laboració amb Occident, exponent de la qual fou la visita a Budapest de la primera ministra britànica Margaret Thatcher, rebuda entre grans aclamacions populars (1984).

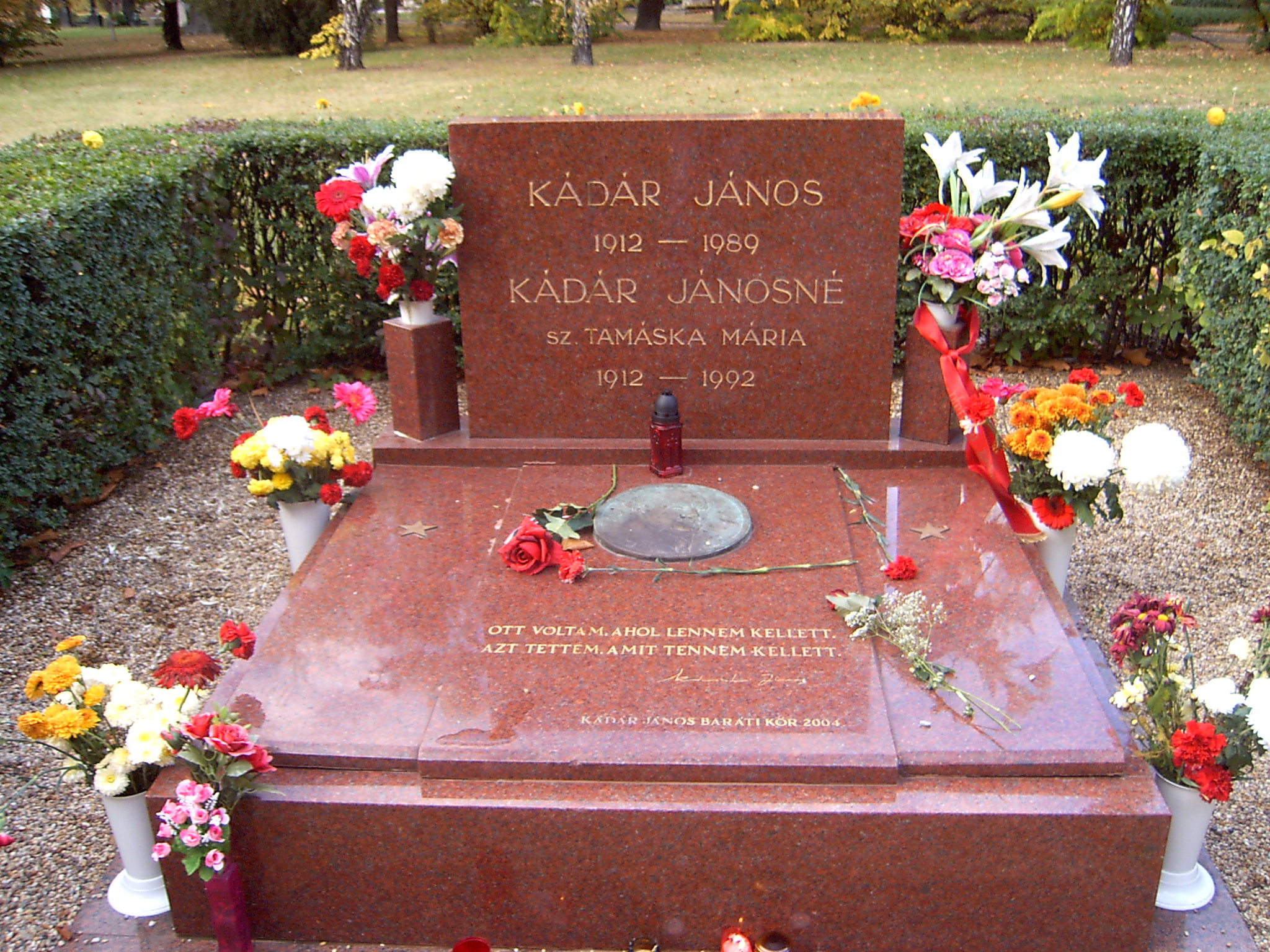
La tomba de Kádár

János Kádár s'adonava de la voluntat majoritària de canvi. Comptà amb la col·laboració de les potències occidentals per a contenir el seu antic valedor Iuri Andrópov, esdevingut el màxim mandatari soviètic. Tanmateix la mort d'aquest (1984), la immediata del seu successor Konstantín Txernenko (1985) i la lluita per la successió, comportaren una situació de feblesa en la direcció del bloc de l'Est i d'escassa atenció per a la situació interna dels països aliats, ara en oberta efervescència. Tot intentant garantir la continuïtat del sistema a Hongria, Kádár havia pensat en una possible alternança que de moment atorgués el govern a la socialdemocràcia tot esperant el torn per a reassumir-lo, però aquesta estratègia fracassà. Kadar conservà el poder fins al 27 de maig de 1988, quan enmig d'una gran convulsió política i econòmica, oficialment dimitia per motius de salut i era substituït per Károly Grósz. Mesos després i ran dels nous aires en la política de tota l'Europa de l'Est, el règim comunista era escombrat d'Hongria, amb Kádar ja apartat de qualsevol responsabilitat de govern (per bé que mantenia la secretaria general del Partit) i malalt de mort, la qual s'esdevingué poc després.
L'any 2007 la tomba de Kádár i de la seva muller Mária Tamáská al cementiri de Budapest va ser profanada i en desaparegueren les restes. A prop hom escrigué a la paret "Els assassins i traïdors no han de reposar en terra sagrada. 1956-2006", en referència al cinquantenari de la revolució que Kádár tant havia contribuït a esclafar.